# Пароходик Вилли
«Пароходик Вилли» (англ. Steamboat Willie) — американский чёрно-белый короткометражный мультфильм 1928 года, снятый на студии Walt Disney Studio Уолтом Диснеем и Абом Айверксом и выпущенный дистрибьютором Пэтом Пауэрсом. Этот мультфильм считается первым появлением на экране Микки и Минни Маус, однако оба персонажа уже успели появиться в пробном показе мультфильма «Безумный самолёт» несколькими месяцами ранее. «Пароходик Вилли» стал третьим созданным мультфильмом про Микки Мауса, но при этом первым, вышедшим в кинотеатрах, поскольку Дисней, посмотрев фильм «Певец джаза», решил создать один из первых мультфильмов с синхронизированной звуковой дорожкой.
Мультфильм был создан по мотивам фильма Бастера Китона «Пароходный Билл — младший» (англ. Steamboat Bill, Jr.), также вышедшего в 1928 году.
Мультфильм занимает 13 место в списке 50 величайших мультфильмов, составленном историком анимации Джерри Беком в 1994 году, а в 1998 году Библиотека Конгресса США включила его в Национальный реестр фильмов. «Пароходик Вилли» перешёл в общественное достояние в США 1 января 2024 года.

## Сюжет
Микки Маус управляет речным пароходом, воображая себя капитаном судна. Он весело насвистывает мелодию и дёргает за верёвку, вследствие чего пароход издаёт три гудка. Вскоре на палубе появляется настоящий капитан Пит и сердито прогоняет Микки с мостика. Когда Пит отворачивается, Микки громко фыркает на него. Пит пинает мышонка, тот падает вниз по лестнице и, поскользнувшись, падает в ведро с водой. Попугай, находившийся рядом, начинает насмехаться над Микки, и тот бросает ведро в птицу.
Управляя судном, Пит достаёт жевательный табак и, немного откусив, сплёвывает его. Ветром плевок возвращается назад и ударяет в колокол. Развеселившись, Пит откусывает ещё табака и опять сплёвывает, попадая на этот раз себе в лицо.
Через некоторое время пароход делает остановку, чтобы забрать скот. Когда пароход отплывает, подбегает Минни, пытаясь успеть на судно. Микки не видит её, но она бежит за пароходом по берегу. Микки, заметив Минни, использует грузовой кран для того, чтобы поднять её на палубу.
Приземляясь на палубу, Минни случайно роняет гитару и несколько листов с нотами песни «Индейка в соломе», которые съедает коза. Две мышки используют козу в качестве шарманки, на которой они играют, используя хвост животного в качестве рукояти. Микки «аккомпанирует», используя различные предметы на судне, и «играет» на животных, как на музыкальных инструментах.
Наконец приходит капитан Пит и отправляет Микки чистить картошку. Когда Микки приступает к работе, прилетает тот же попугай и начинает насмехаться над мышонком. Мультфильм заканчивается тем, что мышонок бросает в попугая картофелину, и птица падает в воду, а Микки начинает смеяться.

## История создания
Микки Маус был создан как замена Кролику Освальду, более раннему мультипликационному персонажу студии Диснея, авторские права на которого в то время принадлежали Universal Pictures. Первый мультфильм с Микки Маусом — «Безумный самолёт», вторым стал — «Галопом на страусе». Оба мультфильма были немыми и не произвели впечатления на прокатчиков. Третий — «Пароходик Вилли» — создавался как синхронно озвученный фильм и имел громкий успех. Дисней пригласил композитора Карла Столлинга, и тот подобрал музыку к немым мультфильмам. Немые версии вышли в 1928 году, звуковые — в 1929 году. По словам Роя О. Диснея, Уолт Дисней был вдохновлён на создание звукового мультфильма фильмом «Певец джаза» (1927). Дисней считал, что добавление звука в мультфильм значительно повысит его популярность.
Производство «Пароходика Вилли» проходило с июля по сентябрь 1928 года, и, согласно личным записям Роя О. Диснея, его бюджет составил 4 986,69$, включая печать постеров для кинотеатров. Поначалу аниматоры сомневались, что звуковой мультфильм будет достаточно правдоподобным, поэтому, прежде чем приступить к созданию саундтрека, Дисней организовал показ фильма для тестовой аудитории с живым звуковым сопровождением. Этот показ состоялся 29 июля когда «Пароходик Вилли» был закончен лишь частично. Аудитория состояла из сотрудников Disney и их жён. Во время первого показа фильма Уолт Дисней получил ошеломляюще положительную реакцию зрителей, что вселило в него уверенность в необходимости довести проект до конца. Размышляя о первом показе, он отметил, что реакция небольшой аудитории была невероятно живой. Они почти инстинктивно отреагировали на слияние звука и движения. Айверкс же сказал, что никогда в жизни не испытывал такого восторга и с тех пор ничто не могло сравниться с ним.

## Культурное влияние
- В романе Стивена Кинга «Зелёная миля» важную роль играет мышонок, поселившийся в блоке смертников. Надзиратели сначала прозвали его Пароход Уилли (позже один из заключённых дал ему другую кличку, мистер Джинглес) в честь героя мультфильма: «В те дни большинство людей называли так знаменитого мышонка, теперь известного всем как Микки Маус. А всё из-за первого говорящего мультфильма, где он закатывал глаза, крутил бёдрами и дёргал за верёвку клапана подачи пара в гудок в рубке парохода»[19].
- 1 января 2024 года «Пароходик Вилли» стал общественным достоянием, на фоне чего режиссёры Джейми Бейли и Стивен Ламорт анонсировали свои хоррор-фильмы «Мышеловка Микки» (2024) и «Микки Монстр» по мотивам короткометражки, а компания Nightmare Forge Games — игру Infestation: Origins[англ.][20][21].

## Авторские права

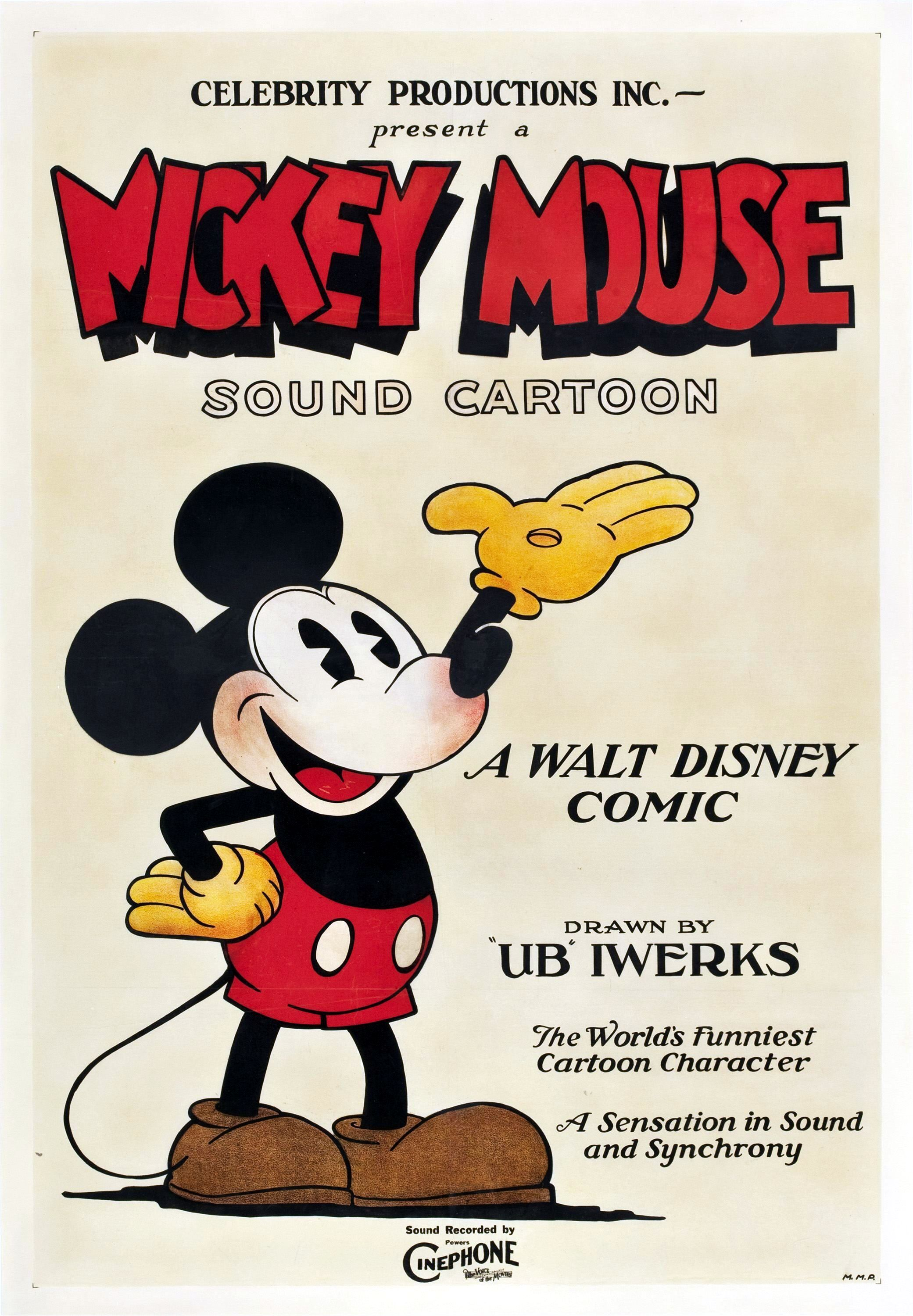
Плакат 1928 года с изображением Микки Мауса в цвете

До перехода в общественное достояние мультфильм был центром различных споров касающихся авторского права. Авторские права на мультфильм несколько раз продлевались актами Конгресса США. Поскольку авторское право было зарегистрировано в 1928 году, через три дня после выхода фильма на экраны, оно было продлено более чем на полвека.
«Пароходик Вилли» мог стать общественным достоянием в четырёх разных случаях: сначала в 1955 году, но срок действия авторского права был продлён до 1986 года, а затем до 2003 года Законом об авторском праве 1976 года, и, наконец, до 2023 года Законом о продлении срока охраны авторских прав 1998 года (также иронически известным как «Закон о защите Микки Мауса»). Считается, что эти продления были реакцией Конгресса США на активное лоббирование со стороны The Walt Disney Company.
Эксперты в области права отметили, что более поздние версии Микки Мауса, созданные после «Пароходика Вилли», останутся защищёнными авторским правом, а использование компанией Disney версии «Пароходика Вилли» в качестве логотипа в своих фильмах с 2007 года может позволить им требовать защиты версии 1928 года в соответствии с законом о товарных знаках, поскольку охрана действующих товарных знаков может продлеваться бессрочно (до тех пор, пока владелец может доказать использование). Не затрагивая статус товарного знака, «Пароходик Вилли» перешёл в общественное достояние в США 1 января 2024 года, более чем через 95 лет после своего выхода.